# Саватеево
Саватеево — деревня в Некрасовском районе Ярославской области. Входит в состав сельского поселения Красный Профинтерн.

## География
Находится в восточной части Ярославской области на расстоянии приблизительно 12 км на северо-запад по прямой от административного центра района поселка Некрасовское в левобережной части района.

## История
В 1859 году здесь (деревня Даниловского уезда Ярославской губернии) было учтено 10 дворов.

## Население
Численность населения: 46 человек (1859 год), 45 (русские 97 %) в 2002 году, 64 в 2010.